# Latinka Perović
Latinka Perović, Латинка Перовић en escritura cirílica (n. en Beloševac, cerca de Kragujevac (Reino de Yugoslavia), 4 de octubre de 1933; m. en Belgrado (Serbia), 12 de diciembre de 2022) es una historiadora y política yugoslava y Serbia, destacada figura de la Liga de los Comunistas de Yugoslavia (LCY) en los años sesenta y setenta, y referente de los movimientos democráticos, antinacionalistas y contra la guerra durante los años noventa y 2000.

## Formación
Latinka Perović cursó brillantemente sus estudios secundarios en el gymnasium femenino de Kragujevac, que concluyeron en 1952. 
Se graduó en la Facultad de Filosofía de la Universidad de Belgrado en 1956, completó sus estudios de posgrado en 1958 con una tesina sobre el lenguaje de Ivo Andrić, y obtuvo un master en ciencia política en 1965, con un estudio sobre la política cultural en Yugoslavia. Más tarde se doctoró por la misma Universidad en 1975, con una tesis doctoral centrada en el debate sobre la cuestión nacional en el Partido de los Trabajadores Independientes de Yugoslavia (NRPJ) en 1923.

## Carrera política y participación cívica
Perović ingresó en el Partido Comunista de Yugoslavia en 1951, a los 18 años, y ascendió rápidamente en la jerarquía del partido (rebautizado como Liga de los Comunistas de Yugoslavia poco después). Con veinte años, fue nombrada miembro de la Presidencia colectiva de las Juventudes Comunistas de Serbia, y tres años más tarde accedió a la Presidencia colectiva federal de las Juventudes Comunistas. A los veintisiete años, dirigía el Frente de Mujeres Antifascistas de Serbia.
En 1964 se incorporó al Comité Central de la Liga de los Comunistas de Serbia (LCS). Al calor de las movilizaciones estudiantiles en Belgrado (y en otras capitales occidentales) de 1968, Latinka Perović fue nombrada secretaria del Comité Central de la Liga en Serbia. Se convirtió así en la tercera figura más influyente de la RS de Serbia, tras el presidente federal yugoslavo, mariscal  Josip Broz, Tito, y el presidente serbio y secretario general de la LCS, Marko Nikezić; y en la mujer más relevante de la escena política yugoslava.
Situada en el ala más liberal, democrática y reformista de la dirigencia comunista serbia y yugoslava, Perović cayó en desgracia y fue destituida en 1972, junto con Nikezić y otras figuras, en la llamada "purga de liberales" en Serbia, que fue parte de la respuesta del régimen a la Primavera croata.
Aunque tras su destitución se centró en su carrera profesional, y nunca regresó a la primera línea política, denunció vigorosamente durante los años noventa la deriva del nacionalismo serbio y la consolidación del régimen autoritario y cada vez más agresivo de Slobodan Milosević, al que acusó de promover una "cultura del asesinato". Se encuentra entre las primeras figuras públicas en Serbia en condenar y reconocer, por ejemplo, la responsabilidad serbia y el carácter genocida de la masacre de Srebrenica. Su activismo cívico se articuló a través de iniciativas prodemocráticas, antibélicas y antinacionalistas como la llamada Otra Serbia o Segunda Serbia (Druga Srbija / Друга Србија), de la que fue una figura destacada.
En los años 2000, se incorporó al consejo político del Partido Liberal Democrático (LDP, Liberalno demokratska partija / Либерално демократска партија), y más tarde apoyó al Foro Cívico Democrático (Građanski Demokratski forum / Грађански демократски форум).

## Carrera profesional
Tras su salida de la dirección de la Liga de los Comunistas, Perović se concentró en su actividad académica e investigadora. En 1975 se incorporó al Instituto de Historia del Movimiento Laboral de Serbia (Institut za istoriju radničkog pokreta Serbije, posteriormente renombrado Instituto de Historia Reciente de Serbia, Institut za noviju istoriju Serbije, INIS), aunque se le prohibió publicar como investigadora del centro hasta 1983 y permaneció relativamente aislada durante años. A partir de 1993 ejerció como redactora-jefe de la revista Corrientes de la Historia (Tokovi istorije) del INIS. Se jubiló en 1999.